# Baron Rodney

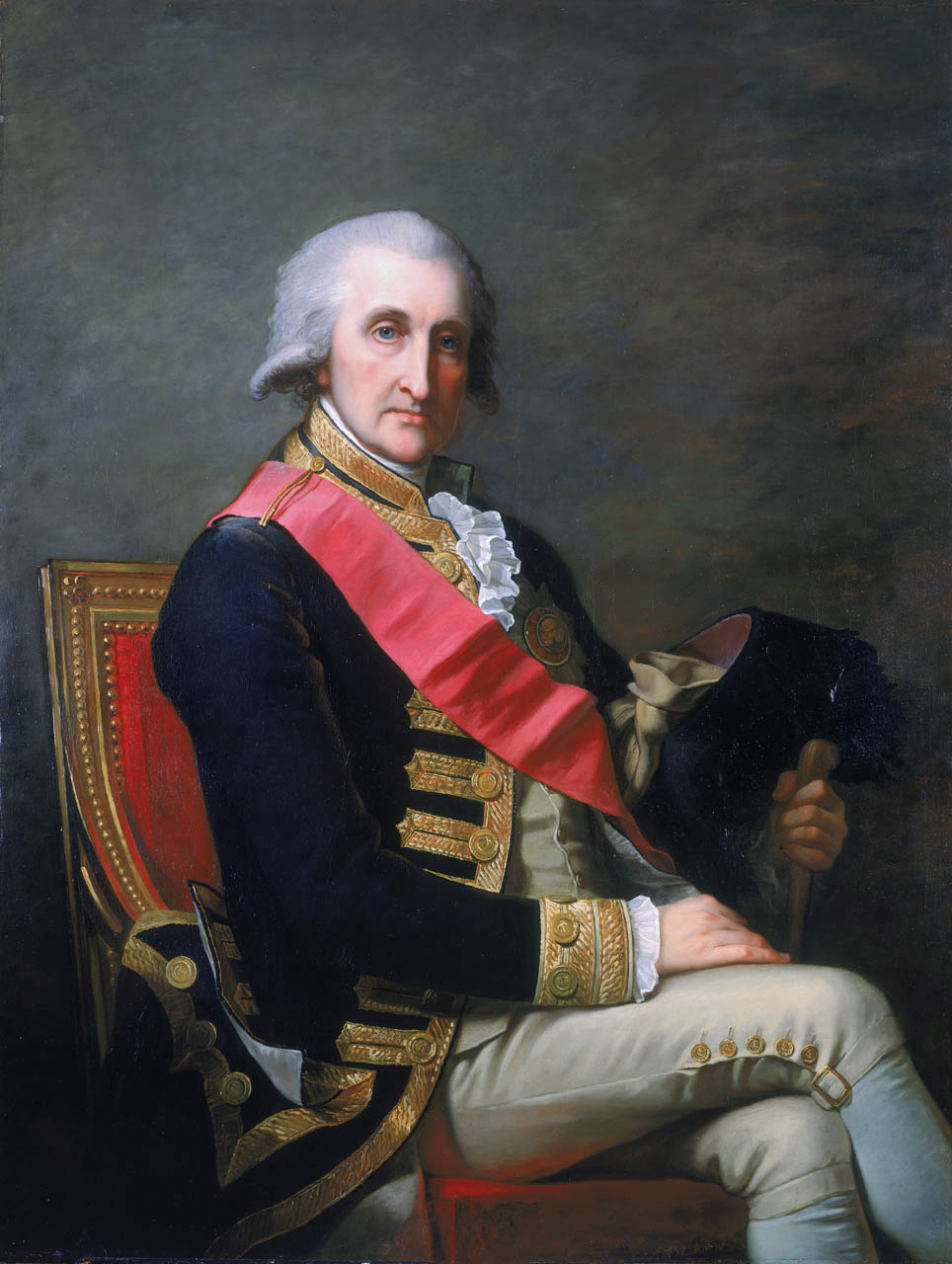
George Brydges Rodney auf einem Gemälde von Jean-Laurent Mosnier (1791)

Baron Rodney, of Rodney Stoke in the County of Somerset, ist ein erblicher britischer Adelstitel in der Peerage of Great Britain.
Der Titel wurde am 19. Juni 1782 für den Flottenadmiral und Politiker Sir George Brydges Rodney, 1. Baronet geschaffen, der unter anderem zwischen 1751 und 1782 mit mehreren Unterbrechungen verschiedene Wahlkreise als Abgeordneter im House of Commons vertreten hatte. Ihm war bereits am 22. Januar 1764 der fortan nachgeordnete Titel Baronet, of Alresford in the County of Southampton verliehen worden. Dessen Sohn George Rodney, 2. Baron Rodney vertrat von 1780 bis 1784 als Abgeordneter den Wahlkreis Northampton im House of Commons, während dessen Sohn George Rodney, 3. Baron Rodney zwischen 1804 und 1842 auch Lord Lieutenant von Radnorshire war.

## Barone Rodney (1782)
Die bisherigen Titelinhaber waren:
- George Brydges Rodney, 1. Baron Rodney (1718–1792)
- George Rodney, 2. Baron Rodney (1753–1802)
- George Rodney, 3. Baron Rodney (1782–1842)
- Thomas Harley-Rodney, 4. Baron Rodney (1784–1843) (Bruder des 3. Baron)
- Spencer Rodney, 5. Baron Rodney (1785–1846) (Bruder des 3. und 4. Baron)
- Rodney Rodney, 6. Baron Rodney (1820–1864) (Neffe des 3., 4. und 5. Baron Rodney)
- George Rodney, 7. Baron Rodney (1857–1909)
- George Rodney, 8. Baron Rodney (1891–1973)
- John Rodney, 9. Baron Rodney (1920–1992)
- George Rodney, 10. Baron Rodney (1953–2011)
- John Rodney, 11. Baron Rodney (* 1999)

Voraussichtlicher Titelerbe (Heir Presumptive) ist derzeit Nicholas Simon Harley Rodney, ein Urururenkel des 6. Baron Rodney und Cousin dritten Grades des jetzigen Titelinhabers.